# Encontro consonantal
O encontro consonantal é formado pela união de consoantes, sem vogal entre elas. Mostramos aqui que podem existir dois tipos de classificação de encontros consonantais:
- consoante + l ou r - são encontros que pertencem a uma mesma sílaba, chamados de perfeitos:

pra-to, pla-ca, blu-sa, trei-no, a-tle-ta, cri-se, cla-ve, fran-co, flan-co, Bri-ga.
- duas consoantes pertencentes a sílabas diferentes, chamados de imperfeitos - é o que ocorre no português brasileiro em:

ab-di-car, sub-so-lo, ad-vo-ga-do, ad-mi-tir, al-ge-ma, a cor-te.
Há grupos consonantais que surgem no início dos vocábulos; são, por isso, inseparáveis: pneu-mo-ni-a, psi-co-se, gno-mo.
Sequência de duas ou mais consoantes, sem vogal intermediária, desde que não constituam dígrafo. Podem ocorrer na mesma sílaba ou não (perfeitos/próprios ou imperfeitos/impróprios) - pe-dra, cla-ro, por-ta, lis-ta.
Os encontros gn, mn, pn, ps, pt, bt e tm não são muito comuns. Quando iniciais, são inseparáveis. Quando mediais, criam uma pronúncia mais difícil. (gnomo/digno, ptialina/apto).
Quando x corresponde a cs, há um encontro consonantal fonético. Nesse caso, x é chamado dífono.